# Fanaero-Chile Chincol
Die Chincol war ein Anfänger-Schulflugzeug des chilenischen Herstellers Fanaero-Chile.

## Geschichte und Konstruktion
Die Chincol war ein zweisitziges Schulflugzeug, das von Fanaero-Chile für die chilenische Luftwaffe entwickelt wurde. Das Flugzeug war ein zweisitziger Tiefdecker mit festem Spornradfahrwerk. Lehrer und Schüler saßen in einem geschlossenen Cockpit hintereinander. Der Rumpf bestand aus einem geschweißten Metallgerüst, das mit Spanten aus Manio-Holz verstärkt war. Die zweiholmigen in Holzbauweise ausgeführten und mit Sperrholz beplankten Tragflächen hatten einen Stoffüberzug auf allen Flächen. Die Maschine wurde von einem Continental O-470-Kolbenmotor mit 160 kW angetrieben. Der Erstflug erfolgte am 14. Dezember 1955. Die chilenische Luftwaffe erteilte einen Auftrag für 50 Maschinen. Auf Grund technischer Probleme, verzögerte sich der Start der Serienproduktion erheblich, sodass der Auftrag storniert wurde, bevor nur ein einziges Serienflugzeug hergestellt war.

## Militärische Nutzung
Chile
- Fuerza Aérea de Chile 50 Stück bestellt, jedoch vor Auslieferung wieder storniert

## Technische Daten
| Kenngröße             | Daten                                                    |
| --------------------- | -------------------------------------------------------- |
| Besatzung             | 1 + 1                                                    |
| Länge                 | 7,22 m                                                   |
| Spannweite            | 10,40 m                                                  |
| Höhe                  | 2,10 m                                                   |
| Flügelfläche          | 15,7 m²                                                  |
| Leermasse             | 740 kg                                                   |
| max. Startmasse       | 1050 kg                                                  |
| Reisegeschwindigkeit  | 185 km/h                                                 |
| Höchstgeschwindigkeit | 210 km/h                                                 |
| Dienstgipfelhöhe      | 5400 m                                                   |
| Reichweite            | 650 km                                                   |
| Triebwerke            | 1 × Continental O-470-11 Kolbenmotor mit 215 PS (160 kW) |